# Бернар Лама
Бернар Лама (фр. Bernard Lama; 7. април 1963) је бивши француски фудбалски голман и национални репрезентативац.

## Клупска каријера

### Почеци
Иако рођен у Француској, Лама је одрастао у Француској Гвајани коју је напустио 1981. вративши се у домовину али без оца који му је дозволио да постане професионални фудбалер. Тамо је играч потписао за прволигаша Лил али је 1982. послат на једногодишњу позајмицу у Абевил. Међутим, Лама није успео у том клубу забележити ниједан наступ. Због тога га је матични Лил послао на нову позајмицу у Безансон. Добре игре у клубу су му омогућиле да га Лил задржи у својим редовима. Од тада је Лама постао стандардан голман у Лилу те је у том периоду успео и постићи један погодак за клуб (једанаестерац против Лавала у високој 8:0 победи 31. маја 1989).
Завршетком сезоне 1988/89. голман напушта клуб и одлази у Мец где се задржао једну сезону и одиграо свих 38 првенствених утакмица. Играч је након тога прешао у Брест где је такође у годину дана бранио за клуб у свим утакмицама првенства. То је уједно била и последња Брестова прволигашка сезона. Лама је сезону 1991/92. провео у Лансу где је због одличних игара привукао пажњу ПСЖ-а који му је понудио петогодишњи уговор.

### Златне године
У Пари Сен Жермену Лама је заменио голмана Жоела Батса, а убрзо затим сјајним партијама показао зашто је доведен у клуб. Са клубом је најпре 1993. освојио француски куп, следеће године првенство а 1995. свој други национални куп са клубом. Врхунац је са ПСЖ-ом остварен 1996. године освајањем Купа победника купова.

### Пад
Упркос интересу Барселоне, Бернард Лама је одлучио да остане у Паризу те је онде имао одличан почетак сезоне али је све пореметила тешка повреда колена у септембру 1996. након одбрањеног једанаестерца против Кана. Убрзо након повратка на фудбалске терене, Лама је добио два месеца забране играња због конзумације марихуане у фебруару 1997. Због тога је ПСЖ одлучио потражити новог голмана док је Лама током лета 1997. обавештен да ће Кристоф Рево бити нови стандардни голман клуба за следећу сезону. Бернард Лама је отпуштен из клуба те је могао пронаћи нову дестинацију.
Почетком сезоне 1997/98. Лама није пронашао нови клуб па је тренирао са резервним саставом ПСЖ-а. Током зимског прелазног рока, и свега шест месеци до почетка Светског првенства у Француској, играч је договорио потписивање краткорочног уговора са енглеским премијерлигашем Вест Хам јунајтедом. Иако је потписао за клуб 21. децембра 1997, Лама је дебитовао за нови клуб тек 2. марта следеће године у утакмици против Арсенала где није примио погодак. Сезону је завршио са 12 наступа за „Чекићаре“, а због одличних наступа Вест Хем је одлучио да му понуди нови дужи уговор. Међутим, завршетком Светског првенства Лама се враћа у Француску где поново потписује за ПСЖ.

### Крај каријере
Након шест месеци проведених у Енглеској, у ПСЖ-у на место председника клуба уместо Чарлса Бетрија долази Мишел Денисот због којег се Лама вратио у Париз. Након две сезоне проведене у клубу, Лама је обавештен да ПСЖ има политику коришћења младих играча тако да га на голманској позицији замењује Лионел Летици.
Лама убрзо проналази нови клуб тако да је сезону 2000/01. провео бранећи боје Рена где је провео добру сезону. На крају сезоне, играч је изразио жељу да би хтео да испуни дечачки сан да заигра за неки бразилски клуб. Нажалост, ниједан клуб из Бразила није изразио жељу за његовим довођењем што је довело до Ламиног објављивања прекида играчке каријере.

## Репрезентативна каријера
Лама је дебитовао за Француску 17. фебруара 1993. у високој 4:0 победи против Израела те је до 2000. године и повлачења из репрезентације сакупио 44 наступа. Играо је на Европском првенству 1996. где је Француска стигла до полуфинала а 1998. је са репрезентацијом освојио светски наслов. На Европског првенства 2000. је био уведен у игру у финалу турнира на којем су Триколори освојили и европску титулу.

## Тренерска каријера
Лама је 21. јула 2006. постављен за селектора репрезентације Кеније. У свом дебију против Еритреје 2. септембра 2006. у склопу квалификација за Афрички куп нација, Кенија је изгубила а Лама је поднео оставку након два месеца. Тада је као разлог оставке навео недостатак професионалности кенијског фудбалског савеза а заменио га је Том Олаба.

## Успеси

### Клупски
Пари Сен Жермен
- Првенство Француске (1): 1993/94,
- Куп Француске (1): 1993, 1995.
- Куп победника купова (1): 1995/96

### Репрезентативни
Француска
- Светско првенство (1): 1998.
- Европско првенство (1): 2000.